# 노다정 (지바현)
노다정(野田町)은 지바현의 서북부, 히가시카쓰시카군에 속했던 정이다. 현재의 노다시 중부에 해당한다.

## 지리
- 지바현 북서부에 위치하며 서쪽으로 에도가와강이 흐르고 도부노다선이 남북으로 종단하고 있다.

## 역사
- 1889년 4월 1일 - 정촌제 시행에 의해 히가시카쓰시카군 노다정이 성립하였다.
- 1950년 5월 3일 - 히가시카쓰시가군  아사히촌 및, 우메사토촌 및 나나후쿠촌과  합병해 노다시를 신설하였다.

## 교통

### 철도
- 도부 노다선

### 도로
- 나가레야마 가도  현재 지바현 도로 5호 마쓰도노다선 및 지바현 도로 17호 유키노다선에 해당한다.

## 참고문헌
- 大日本篤農家名鑑編纂所編『大日本篤農家名鑑』大日本篤農家名鑑編纂所、1910年。